# バール (バ＝ラン県)
バール （Barr、アルザス語:Borr）は、フランス、グラン・テスト地域圏、バ＝ラン県のコミューン。

## 地理
バールはヴォージュ山脈に含まれるサント＝オディール山の麓にある。オベルネの8km南にある。アンドロー川の支流キルネック川が流れる。バールは100年をこえるアルザス最古のワイン祭りから「アルザスのブドウ栽培の首都」と呼ばれ、そして毎年10月最初の週末に催される歴史ある収穫祭で知られている。バールで生産されるキルシュベール・ド・バール（fr）は、AOC指定されている白ワインである。
まちの中心部から8分ほどで、TERアルザスの路線が停車するバール駅がある。オートルートのA35が通る。

## 歴史
最も古くに村についての記述がなされたのは788年以降で、Barruという名であった。鉄器時代や青銅器時代の出土品があることから、歴史家はこの地には先史時代から定住がなされていたとしている。
元々村は神聖ローマ帝国の所有であり、まちは1522年にハプスブルク家からニコラス・ジーグラーに割譲された。3年後にはジーグラーの完全私有地となった。その後ジーグラーの息子の代になって村はストラスブール市へ売却された。そのために新教徒のストラスブールとカトリック教徒のロレーヌとで争いが起きるとバールはストラスブールの側に立たねばならなかった。1592年、城、コミューン庁舎、70軒の住宅が焼かれ、多くの人々が拷問を受けた。
三十年戦争においてバールは神聖ローマ軍、スウェーデン軍、フランス軍に苦しめられたが、周りの村よりも規模は小さかった。ストラスブール市とルイ14世との対立が起きると、フランス軍に村は占領された。村の火災を起こした報復として、住民によって軍人が殺害されている。
軍の通過に耐え大惨事を経験したにもかかわらず、バールの再建は迅速だった。

## 人口統計
| 1962年 | 1968年 | 1975年 | 1982年 | 1990年 | 1999年 | 2006年 | 2008年 |
| ------ | ------ | ------ | ------ | ------ | ------ | ------ | ------ |
| 4207   | 4268   | 4157   | 4511   | 4839   | 5892   | 6599   | 6748   |

参照元:EhessとINSEE · 

## 出身者
- リヒャルト・ハルトマン - ドイツの実業家。蒸気機関車製造
- シャルル・アレクシ・ヴァンダンベール - レバノン総督を務めた軍人

## 姉妹都市
- ペロ＝ギレック、フランス